# Hofkapelle St. Georg (Wagelsried)

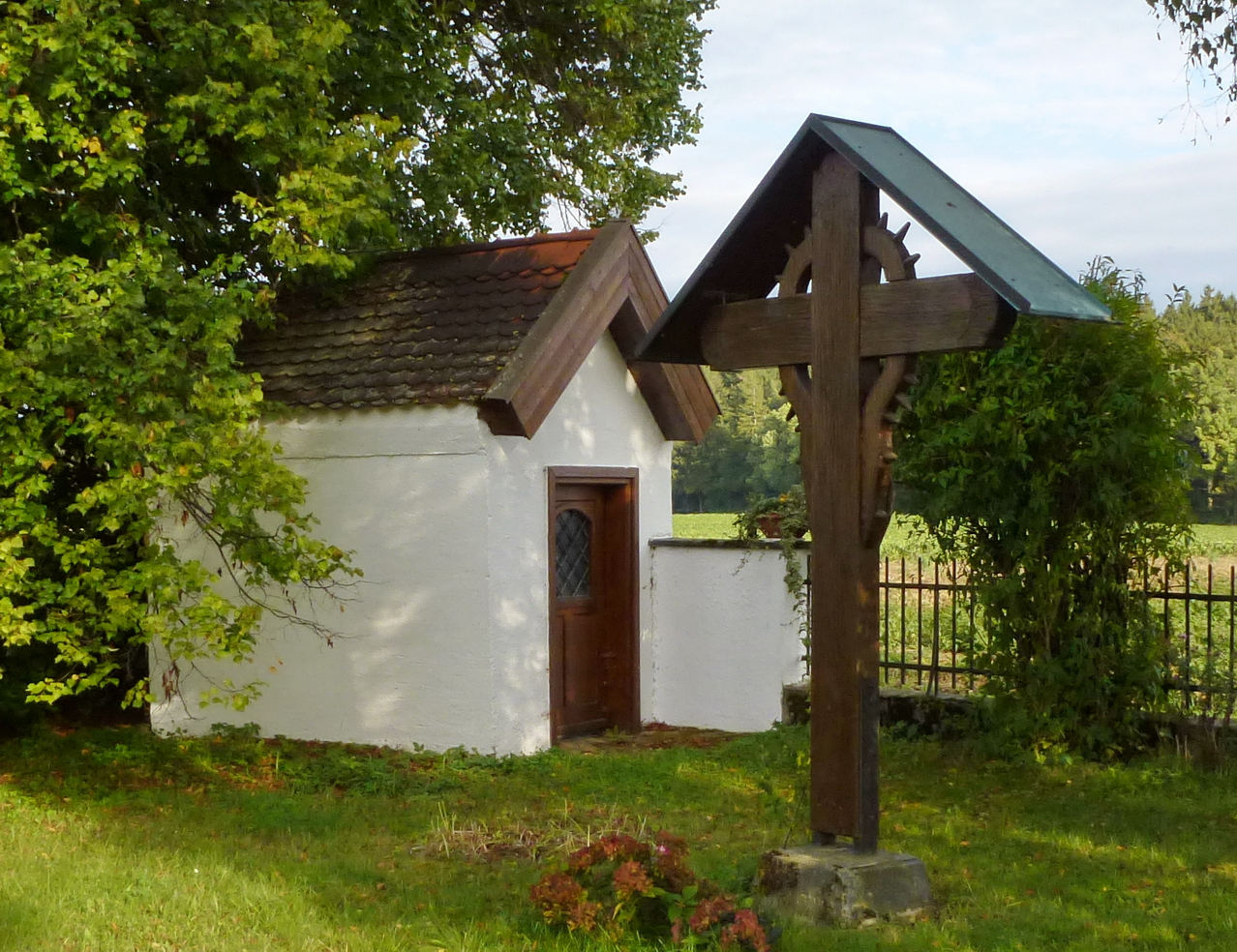
Hofkapelle in Wagelsried mit Flurkreuz

Die katholische Hofkapelle St. Georg in Wagelsried, einem Gemeindeteil von Alling im oberbayerischen Landkreis Fürstenfeldbruck, wurde wohl im 18. Jahrhundert errichtet. Die dem heiligen Georg geweihte Kapelle ist ein geschütztes Baudenkmal.
Der kleine Rechteckbau mit Apsis wurde in den letzten Jahren renoviert.
Die ursprüngliche Ausstattung, darunter eine spätgotische Figur der Anna selbdritt, wurde um 1965 gestohlen.